# 邪魔
『邪魔』（じゃま）は、奥田英朗による日本の小説である。2001年4月に講談社より発刊された。第4回大藪春彦賞受賞作品。2015年にテレビ東京よりテレビドラマ化された。

## 概要
2001年4月に初版が発行される。同年に第125回直木賞候補作品に選定され、2002年1月に第4回大藪春彦賞を受賞した。同年「このミステリーがすごい!」2位獲得。2015年にはテレビ東京でテレビドラマ化された。

## テレビドラマ
2015年9月2日にテレビ東京系「水曜ミステリー9」枠で『奥田英朗クライムサスペンス 邪魔〜主婦が堕ちた破滅の道』のタイトルで放送された。主演は石田ひかり。

### キャスト
- 及川恭子：石田ひかり

主婦。
- 九野薫：中村獅童

本城署刑事。
- 及川茂則：宅間孝行

主人公･恭子の夫。シンクテクト本城支社社員。
- 佐伯実：徳井優
- 花村義明：堀部圭亮
- 井上貴司：田中幸太朗
- 榊原正彦：矢柴俊博
- 小山昌枝：榊原るみ
- 西尾淑子：大島蓉子
- 脇田美穂：森脇英理子
- 岸本久美：清水由紀
- 小室和代：千葉雅子
- 荻原仁志：佐伯新
- 九野早苗：広澤草
- 及川の部下：石井テルユキ
- 啓子：建みさと
- 渡辺裕輔：碓井将大
- 寺田洋平：中島弘輝
- 木田佳介
- 及川香織：遠藤璃菜
- 及川健太：生駒星汰
- 狩野健斗
- 大倉一郎：小沢和義
- 林葉将太：螢雪次朗
- 看護師：野々村のん
- 九野早苗：ひがし由貴
- 鴨下亮二：小野ゆたか
- 記者カメラマン：木原勝利
- 大野妙子：夏川加奈子
- 今井由香里：浅田光
- 吉野晃弘
- 若瀬太一：河津浩滉
- アナウンサー[注 1]：山元隆弘
- 吉田純子：阿知波悟美
- 工藤和正：矢島健一

本城署刑事課課長。
- 警察署長：尾﨑祐司

### スタッフ
- 原作：奥田英朗『邪魔』
- 脚本：金子ありさ
- 演出：白川士
- 警察監修：尾崎祐司
- 法律監修：久島和夫
- 殺陣：大道寺俊典
- ロケ協力：綾瀬市、綾瀬ロケーションサービス、あやせ市ブタッコリ～ロケ隊　ほか
- 技術協力 - フォーチュン
- 美術協力 - テレビ朝日クリエイト
- 音響効果 - メディアハウスサウンドデザイン
- 編集・MA - バスク
- プロデューサー：角田正子、入江広明、渡辺一仁
- チーフプロデューサー：橋本かおり
- 製作：テレビ東京 、BSジャパン、ザ・ワークス